# Reggenza di Bolaang Mongondow Orientale
La reggenza di Bolaang Mongondow Orientale (in indonesiano: Kabupaten Bolaang Mongondow Timur) è una reggenza dell'Indonesia, situata nella provincia di Sulawesi Settentrionale.